# Casearia flexula
Casearia flexula là một loài thực vật có hoa trong họ Liễu. Loài này được (Ridl.) Ridl. mô tả khoa học đầu tiên năm 1922.